# Поцо Алто (Пезаро и Урбино)
Поцо Алто је насеље у Италији у округу Пезаро и Урбино, региону Марке.
Према процени из 2011. у насељу је живело 316 становника. Насеље се налази на надморској висини од 134 м.